# West Quantoxhead
West Quantoxhead est une paroisse civile et un village du Somerset, en Angleterre.